# Tiếng Ông Bối
Tiếng Ông Bối (phát âm : [ʔɑŋ˧ɓe˧], tiếng Trung: 翁貝語, Hán-Việt: Ông Bối ngữ), còn gọi là tiếng Bối hay phương ngữ Lâm Cao (臨高話, Lâm Cao thoại), là một ngôn ngữ được khoảng 600.000 người sử dụng, với 100.000 người trong số này là đơn ngữ, tại khu vực duyên hải phía bắc và miền trung đảo Hải Nam, bao gồm cả khu vực ven đô của thủ phủ tỉnh Hải Nam là Hải Khẩu. Tiếng này được dạy tại các trường tiểu học và được phát thanh trên đài. Tiếng Ông Bối thuộc ngữ hệ Tráng-Đồng, nhưng các ngôn ngữ có họ hàng gần gũi và mối quan hệ của nó trong phạm vi ngữ hệ còn khá mơ hồ.

## Phân loại
Tiếng Ông Bối phân chia ra thành 2 phương ngữ:
- Phương ngữ phía tây hay phương ngữ Lâm Thành: Chủ yếu nói tại đông bắc huyện Lâm Cao và huyện cấp thị Đam Châu cũng như tại phía bắc huyện Trừng Mại.
- Phương ngữ phía đông hay phương ngữ Quỳnh Sơn: Chủ yếu nói tại phía tây địa cấp thị Hải Khẩu.